# Werner Herbers
Werner Herbers (* 11. August 1940 in Bilthoven; † 5. Juni 2023 in Amsterdam) war ein niederländischer Oboist und Dirigent.

## Leben und Wirken
Herbers, der Sohn des aus Deutschland emigrierten Pädagogen und Pazifisten Hein Herbers und von Lisa Herbers, studierte zwischen 1960 und 1965 Oboe (bei Jaap und Haakon Stotijn), Piano und Dirigat am Muzieklyceum Amsterdam.
Herbers fungierte als erster Oboist in verschiedenen Radio-Orchestern der Niederlande, beim Rotterdams Philharmonisch Orkest und von 1970 bis 2005 im Concertgebouworkest. Als Solist spielte er unter anderem unter der Leitung von Luciano Berio, Riccardo Chailly, Nicolaus Harnoncourt, Hans Vonk, Ferdinand Leitner, Bernard Haitink, Edo de Waart und Willem van Otterloo.
Zwischen 1962 und 1988 war Herbers Mitglied und Co-Intendant des Nederlands Blazers Ensemble, mit dem er weltweit mehrfach auf Tournee war. Nach dessen Auflösung gründete er 1990 die Ebony Band, die ihre Interpreten vor allem aus dem Concertgebouworchester rekrutierte und sich vor allem zur Aufgabe machte, die Werke von Komponisten aufzuführen, die Opfer der nationalsozialistischen Gewaltherrschaft oder des Zweiten Weltkriegs wurden. Auch die Werke von Jazzkomponisten, wie Robert Graettinger, John Carisi oder George Handy erklangen durch die Ebony Band wieder im Konzertsaal. Weiterhin trat Herbers mit der Bigband von David Kweksilber auf. 
Herbers dirigierte auch das Ensemble recherche und das Ensemble Oriol in Deutschland, die Capriccio Players in New York sowie das Metropole Orkest, das Shanghai Symphony Orchestra, das Limburgs Symfonieorkest, das Brabants Orkest, das Niederländische Kammerorchester und die Stan Kenton Alumni Band in Los Angeles.

## Privates
Nach einer ersten Ehe mit der Violinistin Vera Beths, aus der die Schauspielerin Katja Herbers hervorging, heiratete Herbers die Kostümbildnerin Leonie Polak. Am  5. Juni 2023 verstarb er im Alter von 82 Jahren in Amsterdam.

## Preise und Auszeichnungen
Herbers erhielt 1997 den Haarlemse Hogenbijl Prijs für seine Verdienste als Musiker und Musikwissenschaftler. Aufnahmen der Ebony Band wurden mit dem Edison und dem Diapason d’or ausgezeichnet.

## Diskographische Hinweise
- Pete Rugolo, Franklyn Marks, Robert Graettinger / Ebony Band: City of Glass (Channel Crossings 1994)
- Robert F. Graettinger / Ebony Big Band, Werner Herbers, Claron McFadden: Live at the Paradiso (Channel Crossings 1998)
- Nedly Elstak / Paradise Regained Orchestra: Nedly Elstak's Paradise Lost and Regained Suite (BVHaast 1995)
- Stefan Wolpe / Werner Herbers, Cappella Amsterdam, Ebony Band: Zeus und Elida · Schöne Geschichten (Decca 2000)
- Silvestre Revueltas / Ebony Band, Werner Herbers, Juan Carlos Tajes: Homenaje a Revueltas (Channel Classics 2004)[4]
- Weill, Toch, Schulhoff / Ebony Band, Werner Hebers Kleine Dreigroschenmusik … (Channel Classics 2009)[5]
- Ebony Band, Barbara Hannigan – Koffler & Regamey: Polskie Arcydzieła = Polish Masterpieces (Channel Crossings 2010)
- Dancing – The Jazzfever of Milhaud, Martinu, Seiber, Burian, Wolpe (Channel Crossings 2011)
- Around Prague 1922–1937 (Channel Classics 2013)
- Hanns Eisler: Kalifornische Ballade (Berlin Classics 2017)